# Rajd Dolnośląski 2012

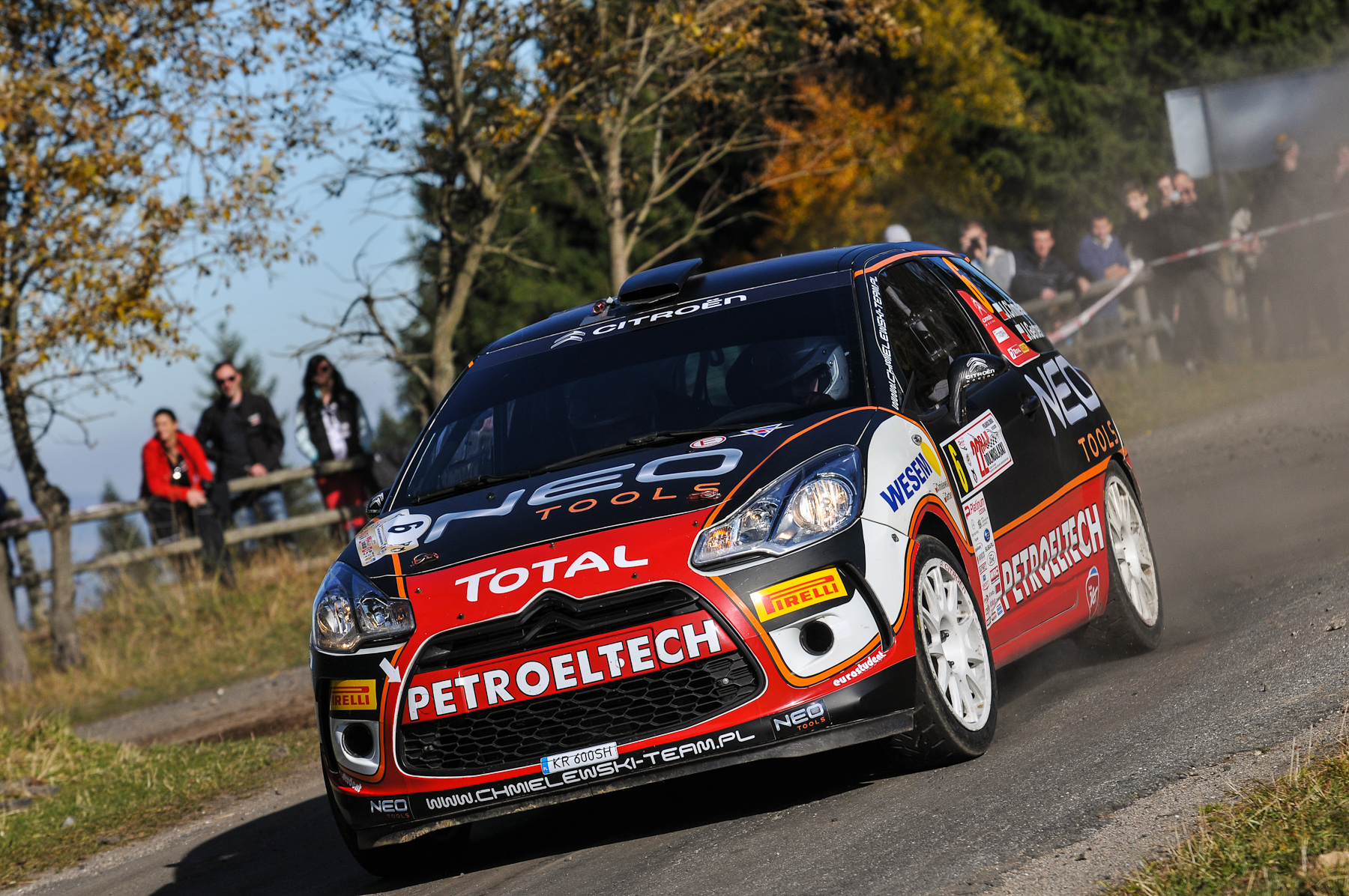
Jan Chmielewski podczas Rajdu Dolnośląskiego

22. Rajd Dolnośląski – 22. edycja Rajdu Dolnośląskiego. Był to rajd samochodowy rozgrywany od 18 do 20 października 2012 roku. Bazą rajdu było miasto Polanica Zdrój. Była to siódma runda Rajdowych Samochodowych Mistrzostw Polski w roku 2012. Rajd składał się z trzynastu odcinków specjalnych.

## Wyniki końcowe rajdu[1]
| Miejsce | Kierowca             | Pilot             | Samochód                 | Czas      | Strata  | Grupa Klasa | Punkty |
| ------- | -------------------- | ----------------- | ------------------------ | --------- | ------- | ----------- | ------ |
| 1       | Kajetan Kajetanowicz | Jarosław Baran    | Subaru Impreza STi R4    | 1:41:27.5 | -       | 2           | 36     |
| 2       | Wojciech Chuchała    | Kamil Heller      | Subaru Impreza TMR 10    | 1:41:55.8 | +28.3   | 3           | 37     |
| 3       | Michał Bębenek       | Grzegorz Bębenek  | Peugeot 207 S2000        | 1:42:01.5 | +34.0   | 2           | 32     |
| 4       | Łukasz Habaj         | Piotr Woś         | Mitsubishi Lancer Evo IX | 1:45:28.2 | +4:00.7 | 3           | 20     |
| 5       | Tomasz Kuchar        | Daniel Dymurski   | Subaru Impreza STi R4    | 1:45:29.3 | +4:01.8 | 2           | 16     |
| 6       | Grzegorz Grzyb       | Daniel Siatkowski | Peugeot 207 S2000        | 1:45:54.2 | +4:26.7 | 2           | 17     |
| 7       | Jan Chmielewski      | Jakub Gerber      | Citroën DS3 R3T          | 1:47:08.8 | +5:41.3 | 5           | 12     |
| 8       | Jarosław Kołtun      | Ireneusz Pleskot  | Ford Fiesta S2000        | 1:48:03.4 | +6:35.9 | 2           | 9      |
| 9       | Marcin Gagacki       | Marcin Bilski     | Mitsubishi Lancer Evo IX | 1:48:21.9 | +6:54.4 | 3           | 5      |
| 10      | Radosław Raczkowski  | Łukasz Gwiazda    | Citroën DS3 R3T          | 1:48:46.4 | +7:18.9 | 5           | 5      |